# 張垣 (萬曆進士)
張垣（1582年—？），字覲薇，號五霽，湖廣承天府鍾祥縣人，民籍，明朝政治人物。

## 生平
万历三十一年（1603年）癸卯科湖广乡试第四十一名举人，三十五年（1607年）中式丁未科会试第二百五十八名，三甲第六十二名进士。户部观政，授武进县知县，改易州儒学学正，四十一年升南京国子监助教，四十三年升南京户部主事，四十四年管淮安鈔关，四十五年升员外郎，四十六年差银库，同年升山西司郎中。

## 家族
曾祖张汉，兵部左侍郎、赠兵部尚书；祖父张相，中军都督府都事；父张烈。母温氏。具庆下。兄张坤（礼部员外郎）、张培、张堪、张圻，弟張（建宁府知府）、张埈、张壇、张域、张墀、张埴、张塤、张垓、张㘻、张𡑞。